# Cultura di Wucheng
La cultura di Wucheng (吳城文化) fu una cultura archeologica dell'Età del Bronzo che si sviluppò nello Jiangxi, in Cina.
Il sito da cui si originò questa cultura, esteso su oltre 4 km2, fu scoperto a Wucheng, Zhangshu.
Sorto sul fiume Gan, il sito fu scavato a partire dal 1973.
Probabilmente la cultura di Wucheng si sviluppò in risposta a contatti culturali con la cultura in espansione di Erligang, fondendo le influenze di questa cultura con le tradizioni locali.
La cultura di Wucheng fu contemporanea, ma differenziata, delle culture di Sanxingdui e Yin Xu (odierna Anyang).
Il sito di Wucheng fu un centro di produzione regionale di protoporcellana; la cultura è nota per la sua caratteristica ceramica geometrica.
Inoltre, essa è nota anche per le sue campane di bronzo, le nao prive di batocchio.
Il sito di Xin'gan della cultura di Wucheng ha restituito un ricco deposito di vasi di bronzo locali.
La fase iniziale di questa cultura, attorno al 1600 a.C., contemporanea alla fase finale della cultura di Erligang, ha restituito frammenti ceramici con segni incisi.
Questi sono insoliti tra le iscrizioni pre-Anyang in Cina per il fatto che contengono sequenze di grafi; sono stati rinvenuti frammenti con sequenze orizzontali di 12, 7, 5 e 4 grafi, cosa che fa ipotizzare che si trattasse di una forma di scrittura, per quanto abbastanza differente per forma dai caratteri oracolari su ossa.
Comunque il corpus, che comprende un totale di 39 grafi, è troppo limitato per poter tentare una decifrazione.
Il sito di Wucheng può aver giocato un ruolo importante nel declino di Panlongcheng.
Sembra che entrambi i siti siano stati centri regionali in competizione l'uno con l'altro per il commercio delle risorse da sud verso la Pianura della Cina Settentrionale.
Verso la fine della cultura di Erligang, Wucheng iniziò a crescere in maniera significativa, mentre Panlongcheng subì un rapido declino.